# NGC 5373
NGC 5373 est une lointaine galaxie lenticulaire compacte située dans la constellation de la Vierge. Sa vitesse par rapport au fond diffus cosmologique est de 12 170 ± 19 km/s, ce qui correspond à une distance de Hubble de 179 ± 13 Mpc (∼584 millions d'al). NGC 5373 a été découverte par l'astronome allemand Albert Marth en 1864.